# Großer Rat von Mecheln

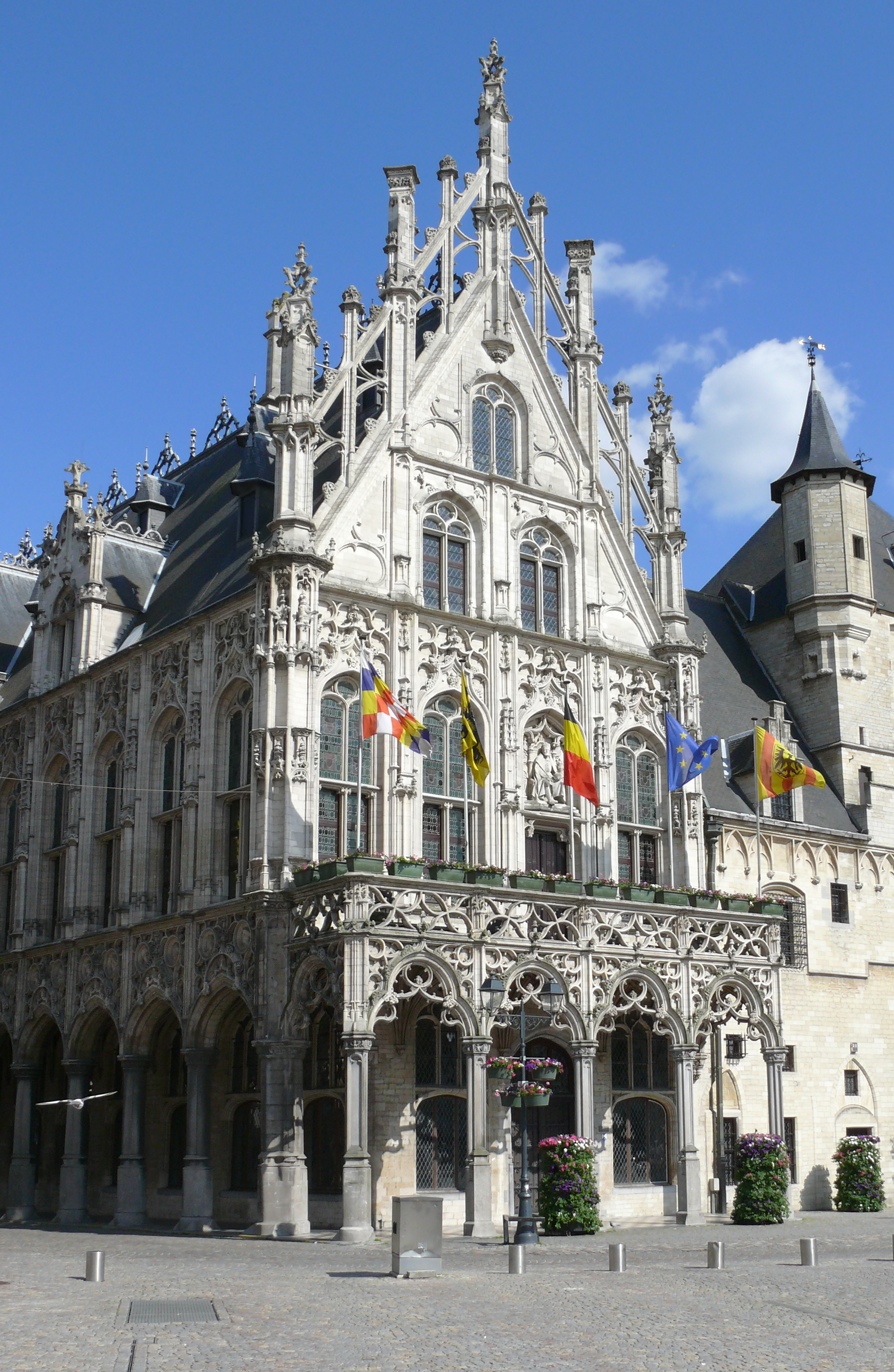
Der Palast

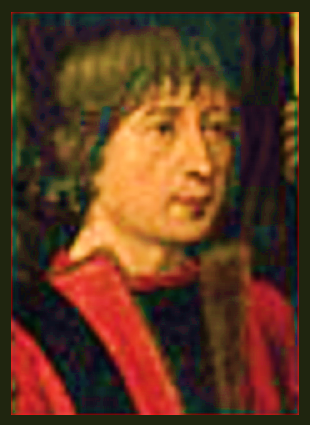
Willem van Overbeke (Guillaume d'Overbeke), Sekretär des Großen Rates von Mecheln

Der Große Rat von Mechelen war zwischen dem 15. Jahrhundert und der Französischen Revolution das höchste Gericht in den spanischen und später den österreichischen Niederlanden. In der Landessprache wurde er Grand Conseil des Pays-Bas à Malines bzw. Grote Raad der Nederlanden genannt. Umgangssprachlich bedeutete nach Mechelen gehen seinen letzten Trumpf auszuspielen.
Die Sitzungen des Großen Rats fanden im Schepenhuis statt, ab 1616 im Palast der Margarete von Österreich (1480–1530).

## Geschichte
Bereits im Mittelalter hatten die Fürsten Berater, die gemeinsam einen Rat bildeten, der oft Consilium oder Curia genannt wurde. Im Lauf der Zeit wurden die Räte aufgespalten und spezialisierten sich auf Justiz, Politik, Finanzen usw.
Der burgundische Herzog Karl der Kühne etablierte 1473 seinen Justizrat in Mechelen, das Parlament von Mechelen, der 1477 von seiner Tochter Maria von Burgund im Zusammenhang mit dem Großen Privileg wieder abgeschafft wurde. Einige Jahrzehnte später, 1504, richtete Philipp der Schöne den Großen Rat (der nun nicht mehr Parlament genannt wurde) in Mechelen wieder ein.
Im 16. Jahrhundert wuchs der Amtsbereich des Großen Rats in demselben Maße, wie der niederländische Besitz des Kaisers Karl V. wuchs: Tournai, Utrecht, Friesland, Overijssel und das Herzogtum Geldern kamen hinzu, so dass er nun über das gesamte Gebiet der Siebzehn Provinzen zu Gericht saß.
Nach dem Achtzigjährigen Krieg hatte der Große Rat die Jurisdiktion über die nördlich gelegenen Republik der Sieben Vereinigten Niederlande verloren (hier wurde 1582 der Hohe Rat von Holland, Zeeland und Westfriesland eingerichtet). Die südlichen Provinzen wiederum wurden mit der Zeit von Frankreich annektiert (Artois sowie Teile von Flandern, Hennegau und Luxemburg) oder erklärten nach und nach ihre Unabhängigkeit von Mechelen: zuerst das Herzogtum Brabant, dann Hennegau und 1782 schließlich Tournai und Luxemburg, so dass der Amtsbezirk nur noch aus Flandern, Mechelen, Namur und Obergeldern bestand.
In der Französischen Revolution ging der Große Rat unter. 1792 konnte er noch nach Roermond ausweichen (wo er aber nur noch über den österreichischen Teils Gelderns als letztes unbesetztes Gebiet zu Gericht saß), 1794, nach der zweiten Invasion der französischen Revolutionstruppen und dem Anschluss der katholischen Niederlande an Frankreich, wurde er aufgelöst. Ein Teil der Ratsmitglieder ging auf kaiserliches Gebiet nach Regensburg und Augsburg, ein Teil unterwarf sich der neuen Regierung.

## Zusammensetzung
Über die Jahrhunderte hinweg hat sich die Zusammensetzung des Großen Rats kaum verändert. Es gab einen Präsidenten und 15 oder 16 „Conseillers“ (die traditionell rote Roben trugen und ein Lizenziat oder Doktorat in Recht vorweisen mussten, das an einer Universität erworben wurde, die im Machtbereich des Fürsten lag), einen „Procureur général“ und seinen Stellvertreter, einen Steuer-Advokaten, ein Dutzend  besoldete Sekretäre, zwei oder drei Schreiber, Advokaten und Gerichtsvollzieher. Von den „Conseillers“ waren anfangs ein Viertel geistlich, später wurde ihre Zahl auf zwei reduziert. Sie wurden vom Landesherrn aufgrund einer Liste, die der Große Rat ihm vorlegte, ernannt. 

## Aufgaben
Auch wenn die Rolle des Großen Rats sich mit der Zeit änderte, so war er doch meistens erste und letzte Instanz für Personen und Institutionen, die unter dem Schutz des Landesherrn standen. Darüber hinaus war er Appellationsgerichtshof für die Hochgerichte der Provinzen.